# Włodzimierz Cimoszewicz
Włodzimierz Cimoszewicz   (Varsòvia, 13 de setembre de 1950) és un polític polonès d'esquerres que va ser Primer Ministre de Polònia durant un any i escaig des del 7 de febrer de 1996 al 31 d'octubre de 1997, després d'haver estat derrotat en les eleccions parlamentàries per l'Acció Electoral de Solidaritat). Va néixer a Varsòvia.

## Carrera
Cimoszewicz va ser membre de l'Aliança d’Esquerra Democràtica d’esquerres, primer ministre de Polònia des de 1996 fins a finals de 1997, ministre d’Exteriors de Polònia als governs de Leszek Miller (2001-2004) i Marek Belka (2004-2005), president del Sejm (cambra baixa del parlament polonès) de gener a octubre del 2005 i candidat d'esquerres a les eleccions presidencials poloneses del 1990 (rebent el 9% dels vots) i del 2005 (es va retirar abans de les eleccions i va prometre abandonar la política).
Juntament amb Leszek Miller, va signar el tractat d'adhesió que va obrir el camí a l'adhesió polonesa a la Unió Europea.

### Oferta presidencial
El 28 de juny de 2005, Cimoszewicz va declarar la seva intenció de presentar-se a la presidència de Polònia. Es va convertir instantàniament en un líder de les urnes. S'havia presentat anteriorment el 1990 i va rebre el 9,21% dels vots. El 1990, Lech Wałęsa i Stan Tymiński van passar a la segona ronda. Cimoszewicz no es va presentar als anys 1995 i 2000 donant pas al seu íntim company Aleksander Kwaśniewski, que va arribar a ser president dues vegades. El seu comitè electoral estava presidit per l'esposa del president Kwaśniewski, Jolanta Kwaśniewska.
El 9 de juliol de 2005, Cimoszewicz va causar un gran rebombori polític en negar-se a testificar davant la comissió d'Orlen. Va acusar set dels seus vuit membres d'estar políticament motivats, parcials i obstinats a soscavar la seva candidatura presidencial. Els experts constitucionals es divideixen en si el seu moviment era constitucional o si Cimoszewicz violava la llei. El 58% dels polonesos van desaprovar el comportament de Cimoszewicz davant la comissió.
Segons un sondeig de Rzeczpospolita, Cimoszewicz va ser un líder "incontestable" el 5 de juliol de 2005:
- Cimoszewicz: 28%
- Kaczyński: 19%
- Lepper: 17%
- Religa: 15%
- Tusk: 11%
- Borowski: 5%

Es va predir que guanyaria la segona ronda, independentment de qui l'aconseguiria el segon lloc. L'elecció va ser guanyada per Lech Kaczyński.

### Final de la carrera
Cimoszewicz va tornar a la política durant les eleccions parlamentàries de 2007, quan va guanyar un escó del Senat com a candidat independent. Va mantenir el seu lloc de senador fins al final del mandat el 2015. Des de 2015 Cimoszewicz és líder de l'Agència per a la Modernització d'Ucraïna (AMU), on és responsable de combatre la corrupció.
El 2009, va ser un dels dos candidats per a substituir a Terry Davis com a Secretari General del Consell d'Europa. No obstant això, el setembre de 2009, l'Assemblea Parlamentària del Consell d'Europa va elegir al candidat Thorbjørn Jagland com a nou secretari general.
En les eleccions al Parlament Europeu de 2019, Cimoszewicz va ser elegit diputat al Parlament Europeu per a la circumscripció de Varsòvia, sent el cap de llista de Plataforma Cívica.